# 上越市立上越体操場ジムリーナ
上越市立上越体操場ジムリーナ（じょうえつしりつじょうえつたいそうじょうジムリーナ）は、新潟県上越市大潟区にある体操競技専用の競技・練習施設。2020年1月26日にオープンした。

## 概要

### 建設の経緯
上越市大潟区では大潟町中学校を中心に地域を挙げて体操の普及に取り組んできた歴史があり、2008年（平成20年）に建設された「大潟体操アリーナ」は全国の学校や団体から合宿等で利用されていた。しかし同施設は練習施設であり、大会の開催は不可能であったことから、市では北信越大会など国内ブロックレベルの公式大会が開催できる施設を整備する方針を打ち出した。当初は既存の大潟体操アリーナを拡張する形での整備が検討されたが、後に同施設から東に約1kmの場所に新たに建設する方針となった。このような経緯で建設されたのが当施設であり、市では既存の大潟体操アリーナとの相乗効果を期待している。

### 施設
2020年東京オリンピックで使用されるものと同種の最新鋭の体操器具が並び、体操競技の男女10種目を同時進行できる広さと設備となっている。

## 交通
公共交通
- JR信越本線 潟町駅より徒歩約8分
- 高速バス 潟町バスストップから徒歩約20分
- 頸城自動車 1 上越大通り線・3 浜線「鵜の浜」バス停より徒歩約7分。

自動車
- 北陸自動車道・柿崎ICから約7 km
- 北陸自動車道・大潟PA/スマートICから約4 km

## 周辺
周辺1 km圏内には、前述の練習施設「大潟体操アリーナ」のほか、合宿にも多く利用される鵜の浜温泉の温泉街がある。